# 神的概念
神被认为是至高无上的力量的存在，通常是信仰的主要目标。神在宗教與哲學的領域中有不同的定義：在有神論中，神是宇宙的創造者與管理者；在自然神論中，神僅是宇宙的創造者而非管理者；而在泛神論中，神就是宇宙萬物的一切。神学家从不同的神的概念中得出多种神的属性。比较常见的属性有，全知（无所不知），全能（无所不能），全在（无所不在），全善（完美的仁慈）、单纯，以及不朽且必然的存在。一神论信仰唯一的神。神也被认为是虚体（非物质的），有人格的存在，所有道德责任的源头，以及“最可想像的存在”。许多知名的中世纪哲学家和现代哲学家对神的存在性提出过疑问或反对。
由於歷史與外來傳入等因素，各宗教對於神有不同的稱呼，如猶太教和基督教中的神，常被稱為「上帝」、「天主」或「上主」，而伊斯蘭教中的神，则被翻译为「真主」；但这三宗教中的神本質是同一的。从一神教的教义出发，神有各種屬性，最常見的能力包含全知（無窮的知識）、全能（無限的權力）與無所不在。與多神教的神祇不同，神更擁有簡單、永恆、必要及唯一性。

## 概念
一神教或多神教中的一种主体意識，在人類信仰中兩者偶有衝突，導因於不同對象的認知層次，或在語言文字上的定義不同，而產生「混亂」、「迷信」、「排他」或「民主」等意識型態誤解。但兩者信仰神的本意是相同的。

### 一神论
造物者，單指認知為創造萬有的對象「稱謂」，如同「祖父母」、「父母」等相對稱謂，名字為何對信眾並不是重點，故不同語言地區常有不同名稱，但可確指共同的對象，也常無具像（例如：祖靈）。萬有「靈性存在」中掌權最大（全能）的那一位，可供敬拜，因為祂也是將各種權柄分賜出去的那一位，其他萬有的權柄都來自於祂，並建議應與其他「靈性存在」禮敬重視程度要有所分別，以免僭越神，例如：天子於天壇祭天，蒙古人拜長生天等等。人及萬物，雖不能成神但可求神性進化成聖，藉神能以庇護自身的有限。

### 有神论、自然神论和泛神论
- 多神：

掌理者、使者（天使）、源生祖，泛指認知為萬物皆有各自魂體的對象「名稱」，名字為何對信眾是重點，故不同語言地區常有相同名稱，譯音或譯義以確指相同的對象，或以具像或圖騰（動物、英雄）以確認對象，例如：民眾拜神農氏、以黑香（冥香）拜祖先等等。萬有「靈性存在」中除掌權最大（全能）的那一位外，對其他「靈性存在」亦可禮敬崇拜（例：龍祖、狼祖），甚至同樣的高舉，例如：萬物皆佛。人及萬物，皆可求神性進化而成同等的神聖能力，以超越自身的有限，或是也可求神性庇護自身的有限。
上座部佛教与大乘佛教的基本共识：无论是上座部佛教还是大乘佛教，相信這世上有多個超自然界的神明，但不相信这个世界是由一個單一的神和他的意志所创造和管治的。

### 存在主義神學
存在主義神學有表現兩種型態，第一種表現在強調形而上學（或稱為本體論）的學說，該學說主張：上帝是落在現象世界以外的位格，並且人類的認知能力僅僅止於存在著的這個現象世界，換言之，上帝是人類不可能認識的對象──祂永遠不會成為人類認識活動的客體。
第二種存在主義神學的表現在於強調我們應該同情「生而為人」這種無可施為之處境上。簡單說這就是經祁克果與尼采再提出以後影響歐洲哲學的存在主義之精神內容。
詳見存在主義神學

## 存在與否
不只在宗教界，也有許多哲學家（尤其在中世紀），例如邁蒙尼德、奧古斯丁（基督教教父）、荷馬等及一些近代科學家和哲學家如牛頓、斯賓諾莎等，都認為神是存在的。不過，在同一時期，也有許多哲學家，否認神的存在。近代的不可知论者的代表人物伯特兰·罗素，则相信上帝是否存在是无法证明的，但無法否認其他眾人感知的存在，這涉及了哲學上「實存」的爭議，也涉及量子物理觀察的粒子質能現象課題。
神學上，如同即使人與父母分離，但看到人就知道（證得）他父母的存在，看到萬物也能知道神的存在。
不同地方因文化和宗教而有不同的神的觀念。

## 各宗教的神學觀

### 一神教
一神教當中如猶太教和基督教中的神，由于历史原因，也被翻译成上帝、天主或上主，而伊斯蘭教中的神，则被翻译为真主。从一神教的教义出发，神有各種屬性，最常見的能力包含全知（無窮的知識）、全能（無限的權力）與無所不在。與多神教的神祇不同，神更擁有簡單、永恆、必要及唯一性。
另外與神祇不同的是神被視為是無形及非物質，也非偶像。這些屬性尤其見於早期猶太教、基督教及伊斯蘭教教義。

### 多神教
多神教中的神的定义与一神教中的定义有很大不同，如於北歐神話、希臘信仰（奧林匹斯十二主神）、羅馬信仰、古巴比倫信仰、中國民間信仰、道教、神道教、印度教及瑪雅信仰等。